# Heroes of Newerth
Heroes of Newerth (bolj poznana kot HoN) je realnočasovna strateška videoigra, ki jo je razvilo podjetje S2 Games za operacijske sisteme Microsoft Windows, Mac OS X ter Linux. Igra je bila navdihnjena po zemljevidu ('map') Defence of the Ancients igre  Warcraft III: The Frozen Throne bolje poznani pod imenom DotA. Igra je bila izdana 12. Maja 2010 kot plačljiva, naslednje leto 29. Julija 2011, pa je podjetje S2 Games spremenilo svoje poslovanje, ter igro popeljalo v "free-to-play" (brezplačna igra) vode.

## Splošno o Heroes of Newerth
(Opis se nanaša na najbolj priljubljen način 5v5, na zemljevidu 'Forest of Caldavar')
V igri se bojujeta dve ekipi Hellbourne in Legion, vsaka s svojimi petimi heroji (heroes), ki jih vodijo igralci. Ti nad svoje heroje gledajo od zgoraj, na ekranu pravtako vidijo različne podatke o heroju in njegove uroke ('spell'), ki jih lahko uporabljajo, o drugih igralcih oz. njihovih herojih, o času pretečene tekme ter svoji statistiki (uboji/smrti - 'kills'/'deaths') ter na voljo imajo mini zemljevid v spodnjem levem kotu. Vsaka od ekip ima svojo bazo, ki je postavljena nasproti sovražnika.Heroji se na začetku bitke in ob vsaki smrti naredijo ('spawn') v fontani, ki herojem polni življenjsko energijo ('hp') ter mano ('mana', potrebna za uroke), naprotnikom pa odvzema veliko življenja. Bazi med seboj ločijo tri poti, na vsaki od teh so postavljeni trije obrambni stolpi za vsako ekipo. Na začetku vsake izmed poti prvi stolp varuje vojašnici za vojake na razdaljo ('ranged') in bližino ('melee'). Posamezen vojak se v igri imenuje 'creep'. V sami sredini obeh baz pa je še z dvema stoploma zaščitena glavna stavba ekip (stolpa morata biti uničena preden se lahko poškoduje ta stavba), ki se pri Hellbourne imenuje 'Sacrificial Shrine' pri Legion pa 'Tree of Life'. Uničenje ene izmed teh stavb vodi v konec igre, zmaga pa seveda ekipa, ki uspe porušiti nasprotnikovo glavno stavbo.
Iz vojašnic se vsako minuto naredijo novi vojaki (ni jih mogoče nadzorovati), katerih končni cilj je, da uničijo nasprotnikovo glavno stavbo, a bodo na tej poti takoj napadli nasprotnikove vojake, stolpe ali heroje. Uničenje vojašnice nasprotni ekipi prinese izboljšane vojake (tipa uničene vojašnice) na tej poti. Celotni zemljevid po diagonali deli reka (od zgoraj levo do spodaj desno), preko katere lahko lažje dostopamo do drugih poti. Na eni izmed polovic reke, se vsaki dve minuti ustvari 'tablet' (ena izmed petih vrst), ki herojem  daje različne, s časom omejene zmožnosti. Vse poti so obdane z gozdom, skozi katerega vodijo bljižnice, v gozdu pa je na obeh straneh pet navadnih 'spawn'-ov neutralnih 'creep'-ov ter eden močnejših, imenovanih starodavni ('Ancients'). Glavno vlogo v igri imajo igralci, ki vodijo različne si heroje, iz med treh kategorij (Agilnost, Inteligenca in Moč). Posamezni heroji z ubijanjem sovražnikovih vojakov ali herojev pridobijo zlato, z bližino tem dogodkov, pa pridobijo tudi izkušnje. Zlato potrebujejo za opremo in predmete, ki jim pomagajo pri bojih, z izkušnjami pa posamezen heroj pridobi stopnje ('level', največ 25), ki heroju povečajo atribute ter pravtako omogočijo izboljšanje ali odklep herojevih urokov.

### Sistemske zahteve
Minimalne sistemske zahteve (za Windows)
- 2.8GHz Pentium 4 / 2.0GHz Core 2 / AMD 2400+ ali hitrejši
- 1,5 GB RAM
- 128 MB GeForce 5 /  ATI 9800 / GMA 950
- Windows 2000, Windows XP, Windows Vista, Windows 7
- Internetna povezava

Priporočene sistemske zahteve (za Windows)
- 2.4GHz Core 2 ali i3 / 2.2GHz i5 ali i7 / AMD 3500+ ali hitrejši
- 2.0+ GB RAM za Windows XP / 3.0+ GB za Windows 7
- 256MB Geforce 7800+ ali Radeon X1900+
- 32-bit Windows XP, 64-bit Windows 7
- Internetna povezava (širokopasovna)

## Igralni načini
Igralci lahko iščejo igre na dva načina. Prvi je, da igralec išče v javnem seznamu iger, v katerem lahko igro ustvari vsak posameznik, ter ji določi dodatne nastavitve. Drugi pa je, da sistem avtomatsko poišče igralce z med seboj podobno statistiko. Pri tem imajo igralci možnost da v iskanje gredo sami ali pa s skupino ljudi, ki jo ustvarijo sami ali pa so povabljeni. V vsakem različnem iskanju, se beleži drugačna statistika, glavni podatek pa se imenuje 'MMR' ('MatchMaking Rank' - rang avtomatskega iskanja), ki se poveča z zmago oz. zmanjša z izgubo posamezne igre. 'MMR' je poleg druge statistike glavni faktor iskanja iger.

### Javno iskanje iger ('Public games')
Igralci lahko poiščejo igre na seznamu, kateremu lahko določijo filter.

#### S točkami ('Stats')
Pri igrah s točkami, se statistika upošteva, kar pomeni, da je igralec, ki igro zapusti pred koncem, kaznovan. Igra je navoljo pod statistiko igralca, kjer si lahko pogledajo podatke o igri, kakor tudi razpredelnico obeh ekip, v kateri so podane statistike heroja posameznega igralca.

#### Brez točk ('No stats')
Igre brez točk so kot trening, saj se rezultati in statistika ne upoštevata. Namenjene so tudi testiranju posameznih herojev. Igralci lahko igro zapustijo pred koncem in zato niso kaznovani.

### Avtomatsko iskanje iger ('Matchmaking')
Igralci lahko začnejo iskati igro sami ali pa v skupini, ob začetku iskanja se pojavi okno, ki igralca obvešča koliko časa že čaka ter koliko časa je predvideno, da bo čakal. V tem oknu lahko igralec tudi določi, ali se naj igro išče čim hitreje ali pa naj najde igro s čim bolj podobnimi nasprotniki. Pred iskanjem se lahko določi regija iskanja (Zahodna ali Vzhodna Amerika ali Evropa), določi se tip igre, glede na izbiro heroja, ter ali je igra normalna ('Normal') ali priložnostna ('Casual'). Oba načina igre beležita statistiko igralca, kakor tudi kaznujeta igralce, ki bi predčasno zapustili igro.

#### Normalna igra
Ta način igre velja za težjo od priložnostne. Glavna razlika med njima je, da igralci ob smrti svojega heroja izgubijo zlato. Druga razlika, pa je, da lahko igralci z napadom pokončajo svojega vojaka (ta akcija se imenuje 'denying'), kar sovražniku ne prinese izkušenj in zlata. V tem načinu, se pogosto izbrani heroji razlikujejo od priložnostnega, saj razliki narekujeta drugačno taktiko igralca oz. drugačne sposobnosti heroja. Zaradi razlik, ki nudijo napredno taktiko, ta način igre igra več izkušenejših igralcev.

#### Priložnostna igra
Ta način igre, kot že naslov pove, se lahko igra z manj pozornosti, saj igralci nasprotniku ne morejo zmanjšati pridobitev izkušenj, pravtako igralci ob smrti heroja ne izgubijo zlata. To pa ima slabo lastnost, saj lahko igralci kljub velikemu število smrti heroja postanejo enako močni kot boljši igralci, kar vodi v to, da ta način igre igra več igralcev z manj izkušnjami.

## Heroji
Trenutno je na voljo 96 herojev, ki se delijo na tri kategorije, Agilnost ('Agility'), Inteligenca ('Intelligence') in Moč ('Strength'). Agilni ('Agility') heroji imajo prednost v hitrosti napada, kar jih naredi močnejše proti koncu posamezne tekme, pravtako lažje pridobijo zlata ('farm'-pridobivanje zlata z ubijanjem vojakov). Posebnost herojev iz kategorije Inteligenca ('Intelligence') je, da potrebujejo veliko mane, za uporabo svojih urokov. Velikokrat se znajdejo v vlogi pomočnika ('support'), saj so njihovi uroki pomembni za onemogočanje nasprotnikov v bojih, kot je na primer omamljanje ('stun' - nasprotnik se ne more gibati ter uporabljati urokov) in molk nasprotnikov ('silence' - nasprotnik ne more uporabljati urokov), na drugi strani pa so ti heroji večinoma krhkejši. In nazadnje heroji iz kategorije Moč ('Strength'), ki imajo več življenja in večjo regeneracijo le-tega, kar jih v boju postavi v ospredje, saj lahko prejmejo več škode nase.
Vsak heroj ima na voljo štiri uroke oz. sposobnosti, ti so lahko samo pasivni ali pa jih je možno uporabiti v dobro ali škodo drugim herojem. Četrti urok, imenovan ultimativni urok ('ultimate'), je največkrat herojev najboljši. Odkleniti ga je možno šele pri stopnji 6, ter izbolšati pri 11 in 16. Heroja se izboljša s predmeti, ki povišajo herojeve atribute kot so napad, hitrost napada, ščit proti fizičnemu napadu in magiji, maksimalno življenje in mana, regeneracija življenja in mane in hitrost gibanja. Z zvišanjem herojevega primarnega atributa (v kateri kategoriji je heroj), pa se heroju zviša tudi napad. Heroju se ob napredovanju v višjo stopnjo zvišajo vsi primarni atributi (Agilnost, Inteligenca in Moč), pri tem pa se atribut iz njegove kategorije poveča za občutno več.

## Trgovina
V igri sta dve vrsti trgovine, prva se nahaja v meniju igre, druga pa v igri sami. Trgovina v meniju uporablja dve različni valuti, srebrne in zlate kovance. Srebrne kovance je možno pridobiti z igranjem iger v obeh načinih igre avtomatsko iskanje iger, zlate kovance pa igralec kupi. Tako so cene v zlatih kovancih majnše kot pa v srebrnih, saj nosijo večjo vrednost. Ta trgovina med drugim nudi igralcu alternativne preobleke ('skins') za heroje, ponuja pa tudi različne dodatke igralčevemu računu, kot sta slika in barva imena profila. Uporabnik lahko z zlatimi kovanci kupi tudi ponastavitev statistike iger, podračun, za katerega se vodi druga statistika iger ter spremembno imena računa.
Na drugi strani je trgovina v igri, ki ima za valuto zlato, ki ga igralec pridobi v igri. Ta trgovina ima glavno vlogo v različnih taktikah igranja herojev, saj ponuja različne predmete, ki so razdeljeni v kategorije, kot so zaščita, napad, boj in pomoč. Trgovina nudi tudi posebne predmete, kot so "mali stolpi" ('wards'), ki ob postavitvi dajejo pogled na skrit del zemljevida, v okolici in "kamen za vrnitev domov" ('Homecomming stone'), ki heroja v kratkem času prestavi v fontano ekipe, ali pa iz fotane do stoplov ekipe. V trgovini so na voljo tudi pomočniki za posameznega heroja, ti igralcu predlagajo premete primerne za heroja, predlagajo tudi vrstni red odklepa in nadgradnje urokov. Igralec lahko označi, da želi avtomatsko nadgrajevati uroke glede na izbran pomočnik. Pomočniki se lahko ocenijo, ter so razvrščeni v seznam urejen po oceni.

## Dodatne povezave
- Uradna stran Arhivirano 2010-09-28 na Wayback Machine.